# Perforator

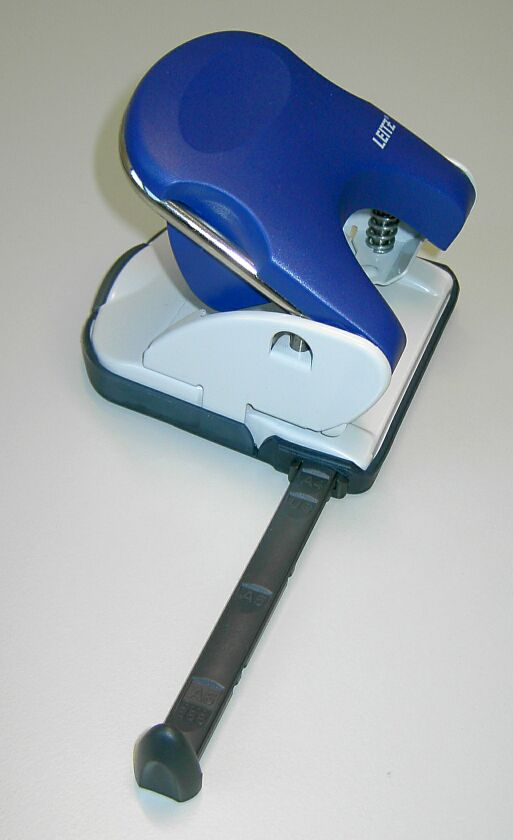
Un perforator

Perforatorul un dispozitiv folosit în birouri pentru a crea găuri în foi în vederea păstrării acestora în dosare cu șină sau caiete mecanice.